# Bohemian Club

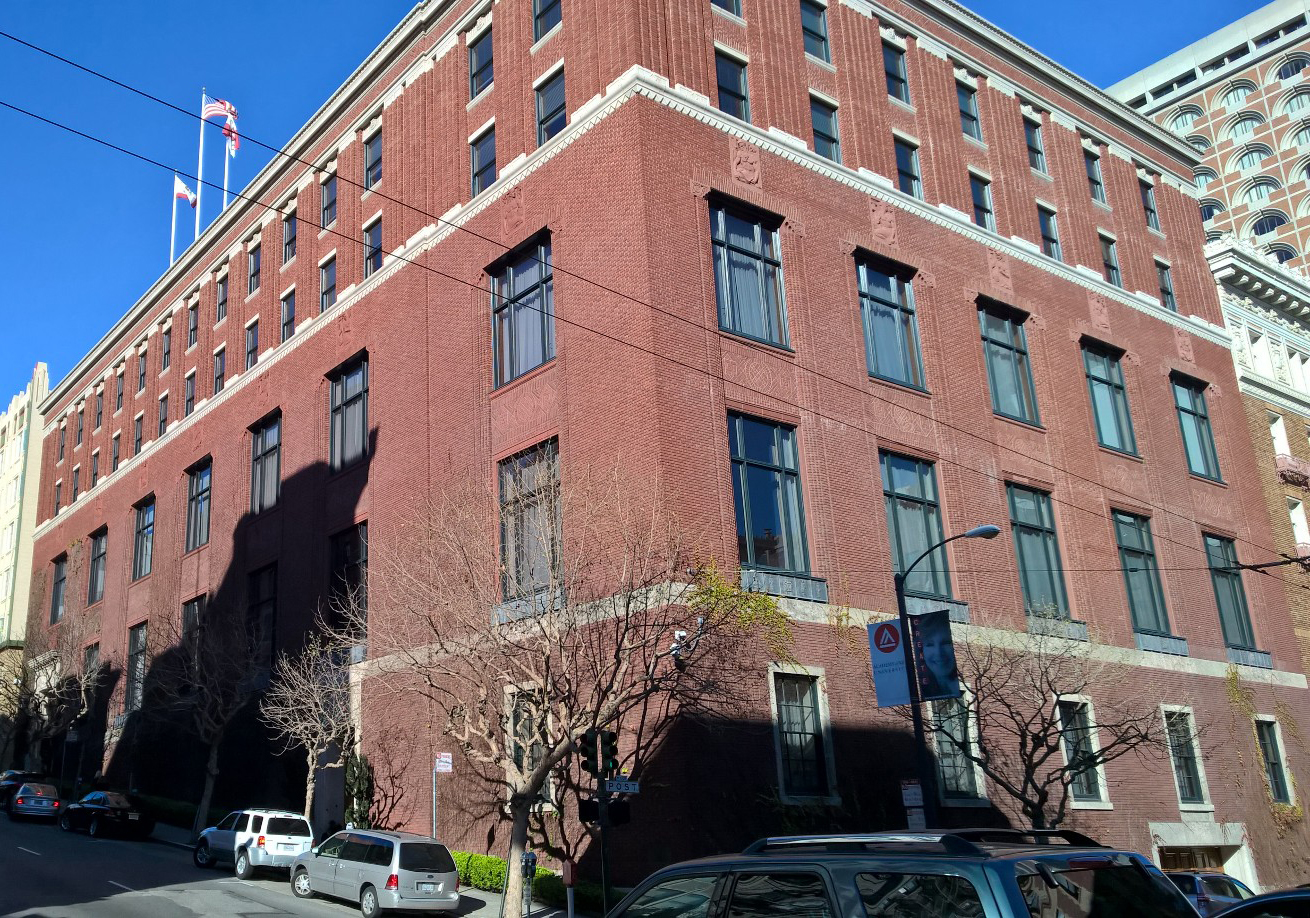
Clubhaus in San Francisco

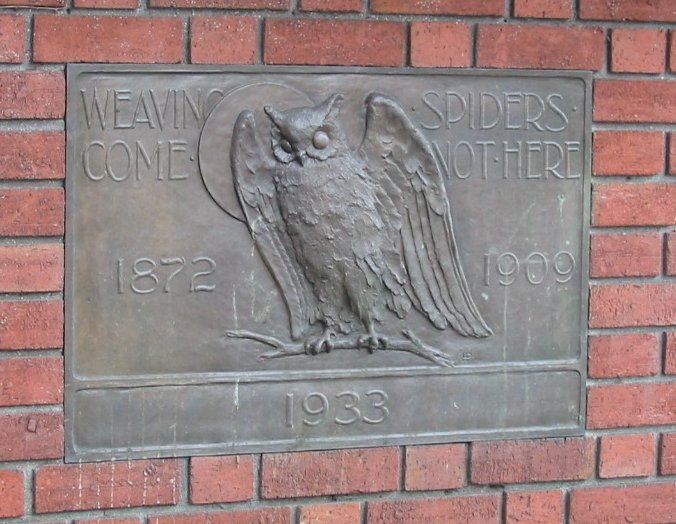
Relieftafel in San Francisco

Der Bohemian Club (wörtl. „Bohème-Klub“) ist ein amerikanischer Club, der 1872 von Mitgliedern der Kulturszene San Franciscos um den Schriftsteller Ambrose Bierce gegründet wurde. Zu den Mitgliedern im ausgehenden 19. Jahrhundert gehörten prominente Autoren und Künstler wie Jack London, Bret Harte oder Mark Twain. Im Laufe der Zeit wurde der Club zunehmend von männlichen Führungskräften aus Politik und Industrie des Landes frequentiert – viele Präsidenten der Vereinigten Staaten sind oder waren Mitglied.
Sein Symbol ist die Eule als Zeichen für die Fähigkeit, bei Dunkelheit das Unbekannte zu erfassen. Es gibt zwei Clubhäuser: eines im Union Square-District in San Francisco und den Bohemian Grove in Monte Rio (jeweils in Kalifornien). Die Mitgliederversammlung findet jährlich in den letzten drei Juliwochen im Bohemian Grove statt, es nehmen etwa 2000 Personen daran teil. Die Eule ist dort als große Statue (15 Meter Höhe) aufgestellt. Aufgrund der prominenten Teilnehmer, der Abschottung und Videoaufnahmen der Bohemian Grove ist der Bohemian Club im 20. Jahrhundert zum Objekt zahlreicher Verschwörungstheorien geworden. Frauen wird immer noch der Zugang zur »größten Männer-Party der Welt« verwehrt. Zu den wenigen weiblichen Ehrenmitgliedern des Klubs gehörten in den Anfangsjahren Margaret B. Bowman, die Ehefrau des Klubgründers James F. Bowman, die Dichterin Ina Coolbrith, die Autorin Sara Jane Lippincott und die Schauspielerin Elizabeth Crocker Bowers.

## Bibliographie
- Bohemian Club. Constitution and by-laws of the Bohemian Club of San Francisco, 1895
- Bohemian Club. Constitution, By-laws, and Rules, Officers, Committees, and Members, 1904
- Bohemian Club. Semi-centennial high jinks in the Grove, July 28, 1922. Haig Patigian, Sire.
- Bohemian Club. History, officers and committees, incorporation, constitution, by-laws and rules, former officers, members, in memoriam, 1960
- Bohemian Club. History, officers and committees, incorporation, constitution, by-laws and rules, former officers, members, in memoriam, 1962
- Bohemian Club. History, officers and committees, former officers, in memoriam, house rules, Grove rules, 1973
- Domhoff, G. William. Bohemian Grove and Other Retreats: A Study in Ruling-Class Cohesiveness, Harper & Row, 1975. ISBN 0-06-131880-9
- Dulfer & Hoag. Our Society Blue Book, San Francisco, Dulfer & Hoag, 1925.
- Garnett, Porter, The Bohemian Jinks: A Treatise, 1908
- Dunbar H. Ogden, Douglas McDermott und Robert Károly Sarlós: Theatre West: Image and Impact. Rodopi, 1990, ISBN 90-5183-125-0.
- Pinchard, Marguerite M. The New society blue book; San Francisco, Oakland, Piedmont, Alameda, 1922, pp. 222–233.
- Scheffauer, Herman George; Arthur Weiss; Bohemian Club. The Sons of Baldur, Bohemian Club, 1908.
- Social Register. San Francisco Social Register, 1927. B
- Stephens, Henry Morse; Wallace Arthur Sabin, Charles Caldwell Dobie, Bohemian Club. St. Patrick at Tara, 1909 Grove play
- Wilson, Harry Leon; Domenico Brescia; Bohemian Club. Life, Bohemian Club, 1919.